# スタッド・フランソワ・コティ
スタッド・フランソワ・コティ（Stade François-Coty）は、フランス・アジャクシオにあるサッカー専用スタジアム。1968年12月の開場以来ACアジャクシオがホームスタジアムとして使用している。

## 概要
1968年12月1日、ACアジャクシオ対オリンピック・リヨンの試合でこけら落としが行われ、3年後の1971年に実業家であり1931年から1934年にかけてアジャクシオの市長を務めたフランソワ・コティの名前を取ってスタッド・フランソワ・コティ（Stade François-Coty）の呼称が使用され始めた。
スタジアムの保有者は経営難が続いていたACアジャクシオだったことが影響して開場以来大掛かりな改修工事は行われていなかったが、2007年5月に900万ユーロを投じて大規模な改修工事に着工した。このスタジアムは海岸沿いに建設されたスタアジムであるため、ピッチから海を直接眺められるようにと南側には一切観客席を設けていなかったが、2013年にリーグの規定を満たすための措置として南に仮設スタンドが付設された。

## ギャラリー

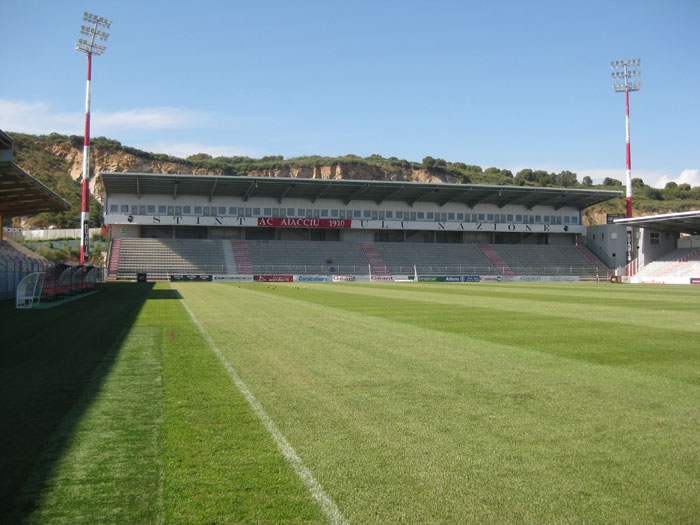
北スタンド
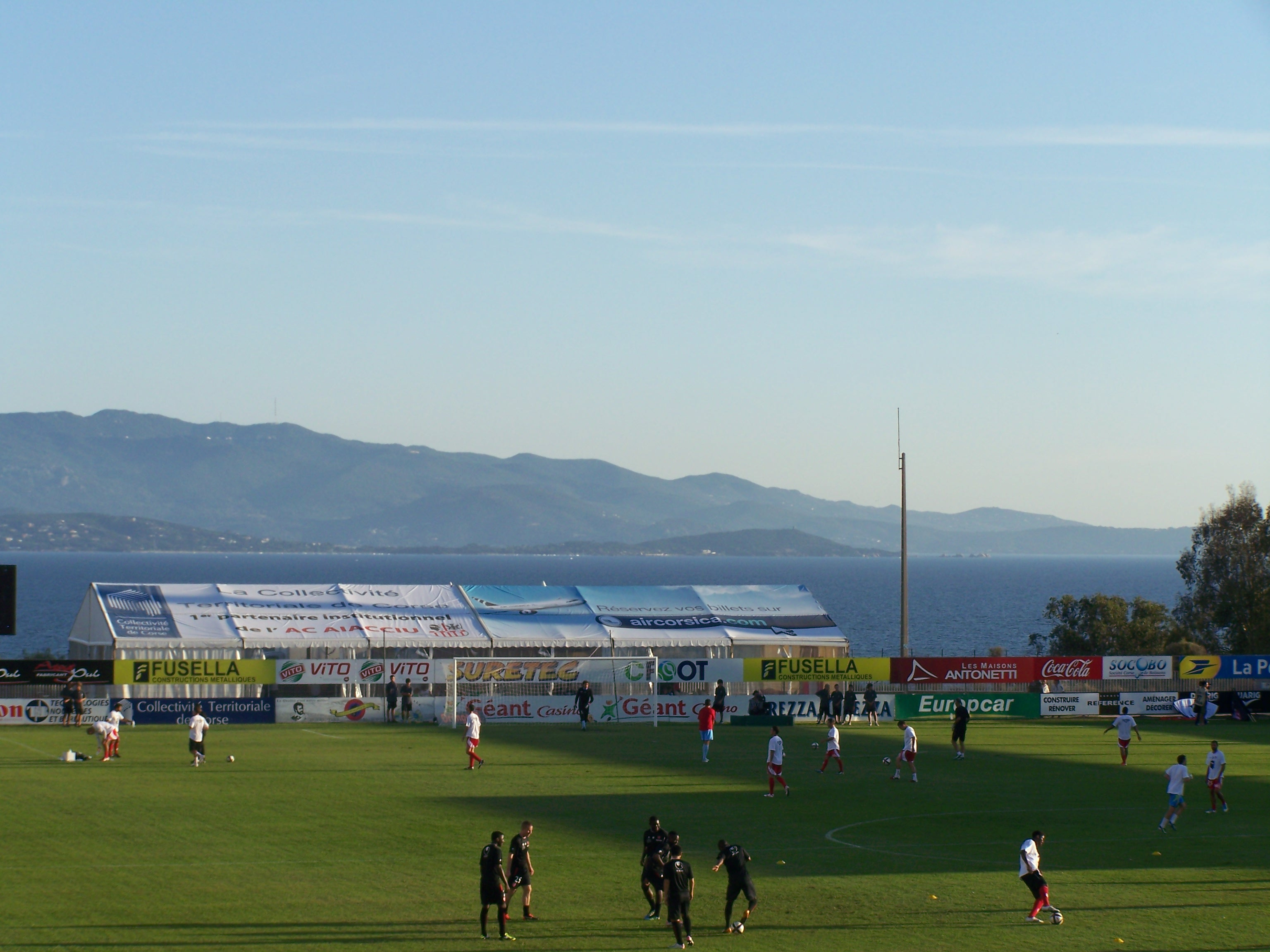
北スタンドからの眺め
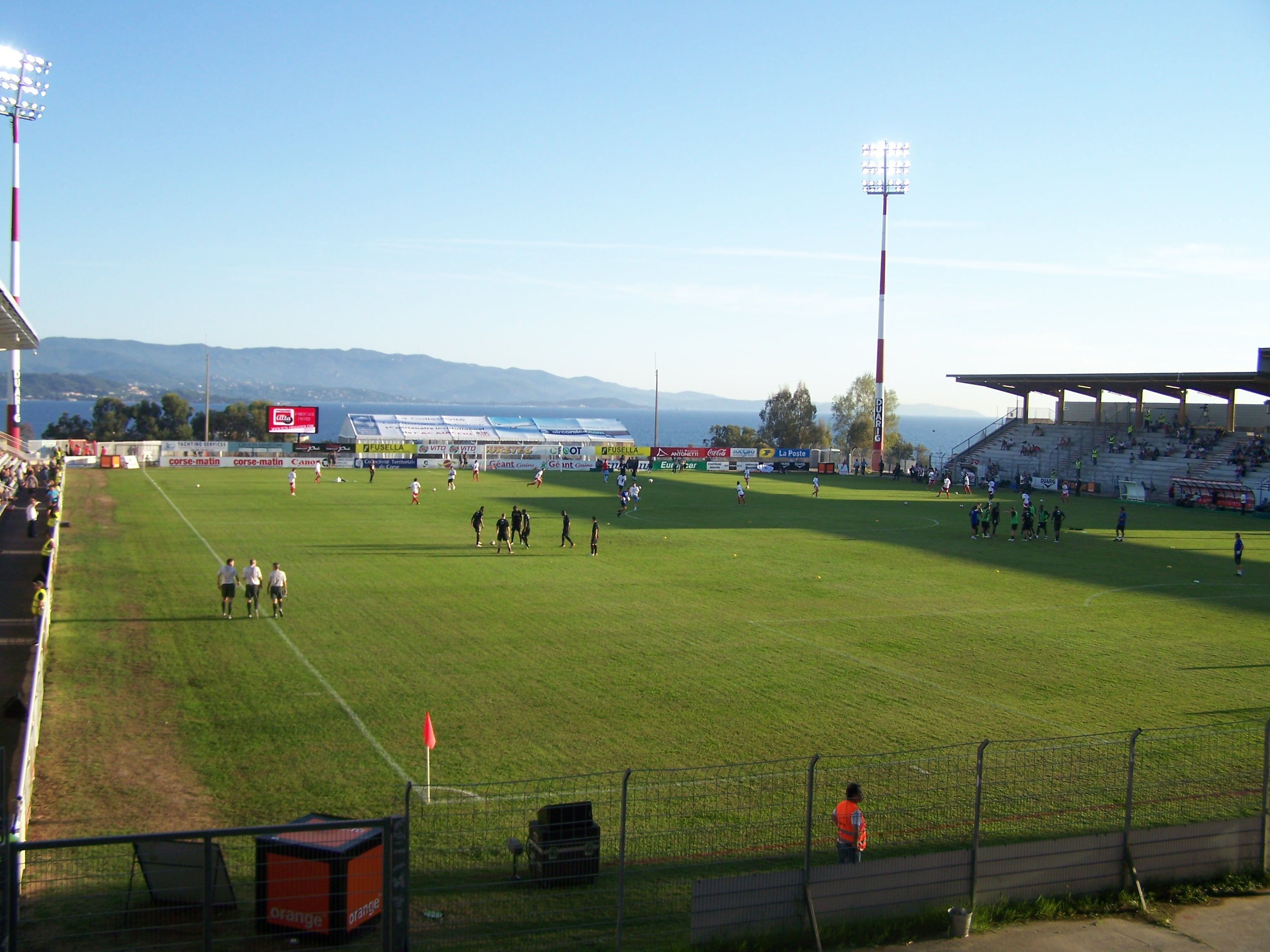
北スタンドからの眺め2
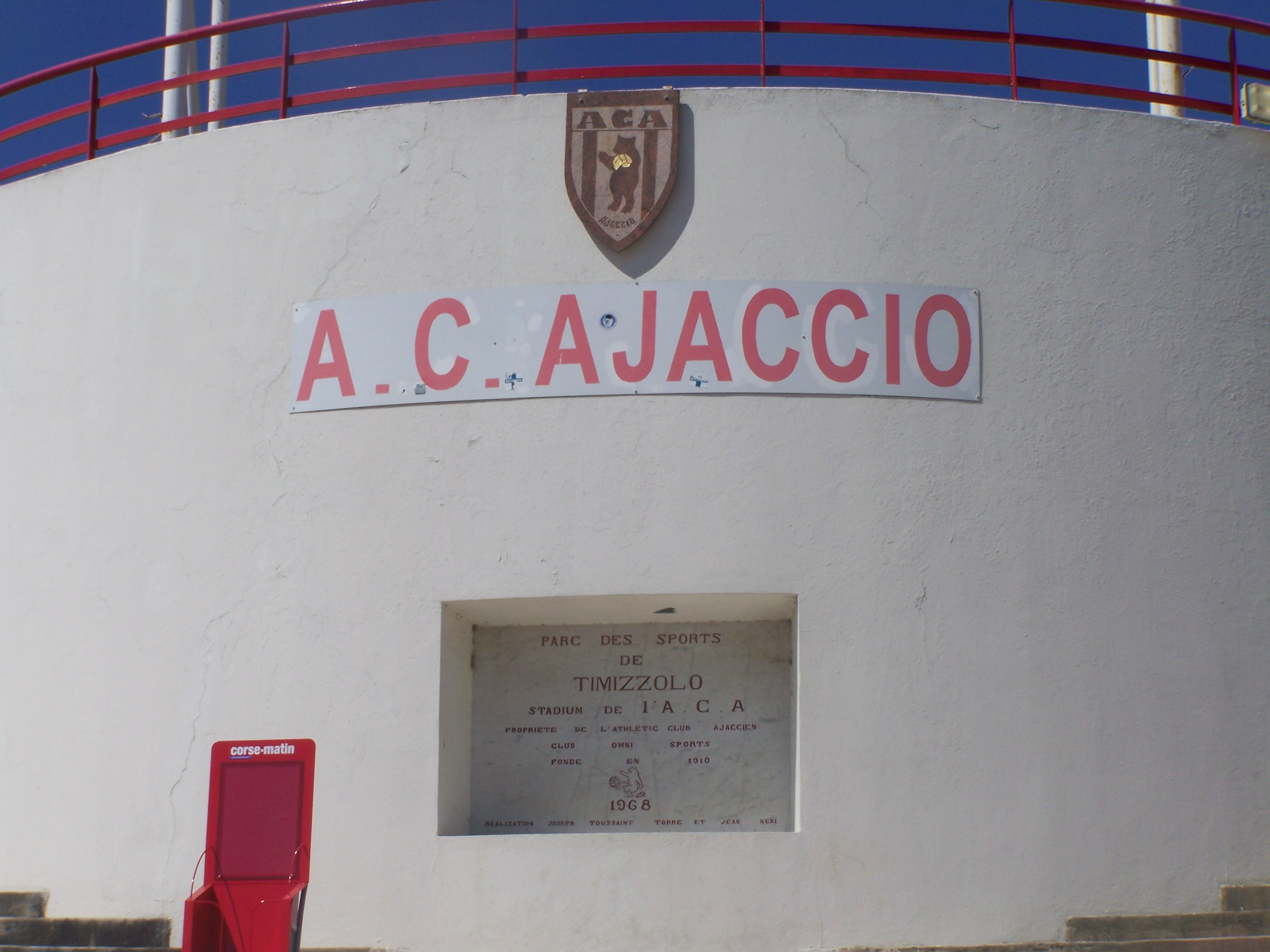
竣工記念碑